# BondSpot
BondSpot S.A. – spółka akcyjna prowadząca polski rynek pozagiełdowy. Pierwszą nazwą spółki była Centralna Tabela Ofert. W początkowym zamyśle Centralna Tabela Ofert miała być miejscem notowania akcji spółek pochodzących z Programu Powszechnej Prywatyzacji. Aktualnie przeznaczona jest do organizacji rynku pieniężnego oraz prowadzenia notowań papierów wartościowych (obligacji skarbowych, akcji mniejszych spółek), które nie mają szans znalezienia się na Giełdzie Papierów Wartościowych, ze względu na brak spełnienia kryteriów dopuszczenia do obrotu giełdowego.

## Historia
Spółka została założona w 1996 z inicjatywy polskich banków i domów maklerskich.
Od listopada 2000 spółka znajduje się w grupie kapitałowej Giełdy Papierów Wartościowych w Warszawie, która od maja 2009 jest jej dominującym akcjonariuszem. W drugiej połowie 2001 doprowadzono do konsolidacji działalności spółki i Polskiej Giełdy Finansowej oraz kontynuacji działalności pod wspólnym szyldem CeTO.
W maju 2004 roku CeTO weszła w alians strategiczny z włoską spółką MTS Group. CeTO zmieniła wówczas nazwę na MTS-CeTO S.A. Włoska firma była akcjonariuszem MTS-CeTO S.A. w latach 2004–2009 i pozostaje jej partnerem technologicznym.
Spółka MTS-CeTO S.A. z dniem 18 września 2009 zmieniła nazwę na BondSpot  S.A..

## Rynek
Dopuszczenie papierów wartościowych do obrotu na rynku pozagiełdowym następuje decyzją KNF (do września 2006 KPWiG) na podstawie prospektu emisyjnego rynku pozagiełdowego.
W drugiej połowie 2001 nastąpiło utworzenie Elektronicznego Rynku Skarbowych Papierów Wartościowych, który w 2004 przekształcił się w Rynek MTS Poland. Od początku 2010 rynek ten działa pod nazwą Treasury BondSpot Poland.
Od 2002 roku na CeTO rozpoczęto notowania skarbowych papierów wartościowych, a zdematerializowany obrót na tym rynku odbywa się codziennie w systemie notowań ciągłych za pośrednictwem systemu transakcyjnego ExTra. Nie są stosowane ograniczenia wahań cen. 
Od 30 września 2009 Giełda Papierów Wartościowych w Warszawie S.A. i BondSpot S.A. prowadzą wspólne przedsięwzięcie – Catalyst będące systemem autoryzacji i obrotu dłużnymi instrumentami finansowymi.
Od dnia 21 stycznia 2013 na rynku Treasury BondSpot Poland notowane są obligacje nominowane w euro.